# Казахско-калмыцкая война (1723—1726)
Казахско-калмыцкая война (1723—1726), также Калмыцко-казахское противостояние, Северные походы   — вооружённый конфликт между Казахским и Калмыцким ханствами в первой половине XVIII века на фоне крупно масштабного вторжения джунгар в казахские жузы.

## Обстановка накануне войны
В феврале–марте 1723 года джунгарские военачальники внезапно атаковали казахские кочевья Старшего и Среднего жузов, сосредоточив основные силы на широком фронте — от верховьев Иртыша до рек Чу и Талас. Нападение произошло в трудный для казахов сезон — время окота скота и перехода на весенние пастбища. Улусы стояли на зимовках и были разбросаны, поэтому не смогли организовать отпор. Большинство кочевников в панике бежало, оставляя имущество и скот. Значительная часть людей погибла при преследовании и переправах через полноводные весной реки: Талас, Арысь, Сырдарья, Чирчик и другие. Казахи Старшего и части Среднего жузов переправились через Сырдарью выше устья Чирчика и отступили к Самарканду и Бухаре. Младший жуз пересёк Сырдарью в районе её среднего течения и бежал в Хиву.
Казахи и каракалпаки в это время упорно продвигалась на север и северо-запад к границам владений степных вассалов Российской империи – яицких казаков, башкир и ближайших родственников джунгар – волжских калмыков.

## Боевые действия

### Первые столкновение 1723—1724
Летом 1723 года 15-тысячная армия Абулхаир-хана подошла вплотную к калмыцким владениям, а 5 тысяч казахов и каракалпаков «перелезли реку Яик» и «разорили» улусы Лекбея. Осенью того же года казахи захватили 5 тысяч кибиток в улусах Аюки и Лубжи.
В 1724 году калмыцкие улусы, располагавшиеся на востоке, подверглись нападению 13-тысячного казахско-каракалпакского войска во главе с Абулхаиром. Причиной этому во многом стал начавшийся политический кризис в Калмыцком ханстве в 1723 году когда большинство калмыцких владельцев вступило в борьбу за власть, и вторжение джунгар на территорию казахов и каракалпаков. Последние пытались компенсировать свои материальные потери за счет набегов на кочевья волжских калмыков. Попытка калмыцкой стороны еще летом 1723 года урегулировать проблему с казахами мирным путем закончилась провалом.
Летом того же года попытки переговоров провалились — Абулхаир казнил трёх калмыцких послов и взял в плен ещё семерых. В марте 1724 года донесения в Астрахань сообщали о нападении казахов на улусы Назарова, пленении около 50 человек и захвате скота. В других налётах пострадали и соседние кочевья — было захвачено до 400 пленных и крупный скот. Столкновения продолжались у урочища Эльтон, где калмыки понесли потери. В. Беклемишев разрешил Назарову отступить за Волгу, предоставив содействие.
В августе 1724 года калмыки под предводительством Дорджи Назарова, Лекбея и Лубжи разбили небольшой казахско-каракалпакский отряд под началом Есет-батыра на реке Узень. Письменные источники того времени нам показывают, что казахи и каракалпаки не смогли верно оценить свои возможности при организации набега на калмыцкий улус. В подтверждение своей победы калмыки предоставили «415 правых ушей, отрезанных от побитых киргиз-кайсак». А. Волынский указывал, что вместе с казахами и каракалпаками были башкиры. В. Бакунин в письме от 9 февраля 1725 года указывал, что четыре отряда казахов ходили в набеги на калмыков, джунгар, башкир, узбеков и были разбиты во всех кампаниях. По мнению Л. Боброва Узенинский разгром сократил военный потенциал казахской армии и наглядно показал, что захват калмыцких земель, даже в условиях отсутствия единства среди калмыцкой знати, является весьма нелегким делом.

### Калмыцкое наступление
15 августа Церен-Дондук предоставил сведения А. Волынскому о действиях калмыцкого войска на казахском направлении. Оказалось, что войско преодолело расстояние между Яиком и Эмбой за девять дней, пока оно не достигло первых казахских кочевий. В результате боя было разорено казахское владение в тысячу кибиток, были уничтожены все мужчины, а женщины и дети взяты в плен. У другого казахского владения численностью в 10 тыс. кибиток были отогнаны скот и конские табуны. После того, как калмыцкое войско стало возвращаться к Яику, их догнал некий калмык, находившийся в казахском плену, и сообщил, что несколько тысяч казахов уже четверо суток преследуют калмыков. Дорджи Назаров принял решение остаться с войском на Яике, а в казахском направлении отправил разведывательный отряд.

### Новое казахско-каракалпакское наступление
27 сентября яицкие казаки на Яике подобрали калмыка из улуса Дорджи Назарова, бежавшего из казахского плена. По его данным, 17 тыс. казахов идут к калмыкам, чтобы заключить с ними мирное соглашение, а затем разгромить Яицкий городок, чтобы с улусами расположиться на Яике. 6 октября саратовские власти сообщали губернатору, что около 400 каракалпаков, обосновавшись в Рын-песках, совершали набеги под калмыцкие улусы, захватив в плен 40 калмыков и отогнав 2 тыс. лошадей, 60 верблюдов, 300 коров и 3 тыс. овец.
По сообщению самарского коменданта Кушникова, 30 октября объединенное 17-тысячное казахско-каракалпакское войско появилось в местности Каракум, в 10 днях от Яицкого городка. По предварительным данным, казахи и каракалпаки якобы имели намерение взять приступом казачий городок, а затем подвергнуть разорению калмыцкие улусы, чтобы иметь возможность перейти Волгу и с семьями бежать на Кубань.
В личном разговоре с В. Беклемишевым 11 февраля 1726 года калмыцкий шаджин-лама Шакур ообщил о нападении осенью 1725 года 10-тысячного войска казахов и каракалпаков на улус Лекбея, сына Дорджи Назарова. Однако им не удалось безнаказанно уйти с захваченным скотом и кибитками. Калмыцкие владельцы во главе войска смогли их настичь и навязать казахо-каракалпакскому войску бой, исход которого решила вовремя доставленная калмыками артиллерия. Потеряв более тысячи человек убитыми от артиллерийского огня, казахи и каракалпаки запросили мира и вынуждены были вернуть калмыцкой стороне все захваченное имущество, а также передать знатных аманатов в количестве 13 человек с прислугой.

## Итог
Борьба двух степных народов отличалась значительным ожесточением, но в целом завершилась «военнополитическим патом». Сторонником примирения калмыков и казахов выступала Россия, которая, содной стороны, являлась сюзереном Калмыцкого ханства, а с другой — казахских жузов. Как отмечает Ж. Б. Кундакбаева, из-за недостатка средств и сил Россия мало вмешивалась в отношения степных народов, больше наблюдала, собирала информацию и декларировала о подданстве калмыков.

## Примечание
1. 1 2 3 4 5  Ерофеева И.В. Хан Абулхаир: полководец, правитель, политик. — Изд. 3-е. — Алматы: "Дайк-Пресс", 2007. — ISBN 9965-798-64-8.
2. ↑  Пилипчук Я. В. Калмыцкое ханство во времена правления Аюка-хана и его отношения с тюрками // Средневековые тюрко-татарские государства. — 2015. — № 7. — С. 145. [ Архивировано] 3 марта 2025 года.
3. ↑  Походы Абулхаира и Самеке // История Казахстана. Энциклопедический справочник. — Алматы: Аруна, 2010. — С. 480. — ISBN 9965-26-329-9. Архивировано 22 августа 2023 года.
4. 1 2 3 4 5 6  Бобров Л. А. Узенинская битва (1724 г.): предпосылки, ход, результаты. — С. 15.
5. 1 2  Тепкеев В. Т. Калмыцко-казахское противостояние в Северном Прикаспии в 1723—1724 гг. // Oriental Studies. — 2021. — № 1.
6. ↑  Кушкумбаев А. К. Военное дело казахов в XVII—XVIII веках.. — Алматы: Дайк-Пресс, 2001. — С. 128—129. — ISBN 9965-441-44-8..
7. ↑  Болдырева О. Н. Проблема взаимоотношений казахов и калмыков во II четверти XVIII в. // Каспийский регион: политика, экономика, культура. — 2017. — Вып. 4 (53). — С. 24–28. — ISSN 1818-510X.
8. ↑  История Казахстана 2005 — История Казахстана в русских источниках XVI–XX вв. Т. 2. Русские летописи и официальные материалы XVI – первой трети XVIII в. о народах Казахстана / сост., транскр., вст. ст., коммент. И. В. Ерофеевой; науч. ред. Р. К. Нурмагамбетова. Алматы: Дайк-Пресс, 2005. — С. 308. 445 с.
9. ↑  Ерофеева, 2007, с. 173.
10. ↑  Тепкеев В. Т. Политическая обстановка в Северном Прикаспии в 1725 г. // Oriental Studies. — 2021. — № 6.
11. ↑  Ерофеева, 2007, с. 175.
12. ↑  Пилипчук Я. В. Калмыцкое ханство во времена правления Аюки-хана и его отношения с тюрками. // Средневековые тюрко-татарские государства. — 2015. — Вып. 7. — С. 139–151. — ISSN 2410-0722.
13. 1 2  Бобров Л. А., Борисенко А. Ю., Худяков Ю. С. Взаимодействие тюркских и монгольских народов с русскими в Позднее Средневековье. Новосибирск: Новосибирский университет, 2010. — С. 117. 288 с.
14. ↑  Кундакбаева Ж. Б. Россия и народы Северного Прикаспия в XVIII веке. М.: АИРО-XXI; СПб.: Дмитрий Буланин, 2005. — С. 198-199. 303 с.